# Russell Marker
Russell Earl Marker (* 12. März 1902 in Hagerstown,  Maryland; † 3. März 1995 in Wernersville, Pennsylvania) war ein US-amerikanischer Chemiker. Er fand das erste industriell praktikable Herstellungsverfahren für das Steroid Progesteron.

## Leben und Wirken
Marker, der Sohn eines deutschstämmigen Farmers, studierte Chemie an der University of Maryland mit dem Bachelor-Abschluss 1923 und dem Master-Abschluss 1924. Obwohl seine Arbeit fertig war, promovierte er nicht, da er den dafür nötigen Kurs in physikalischer Chemie für Zeitverschwendung hielt. Nach dem Studium arbeitete er für die Naval Powder Factory in Maryland und anschließend für die Ethyl Corporation und außerdem für das Rockefeller Institute, bei denen er an der Methode optischer Rotationsdispersion arbeitete. 1934 bis 1944 lehrte und forschte er als Professor für organische Chemie an der Pennsylvania State University. Er war bewandert in Botanik und Pharmakologie und suchte im Pflanzenreich nach neuen Medikamenten.

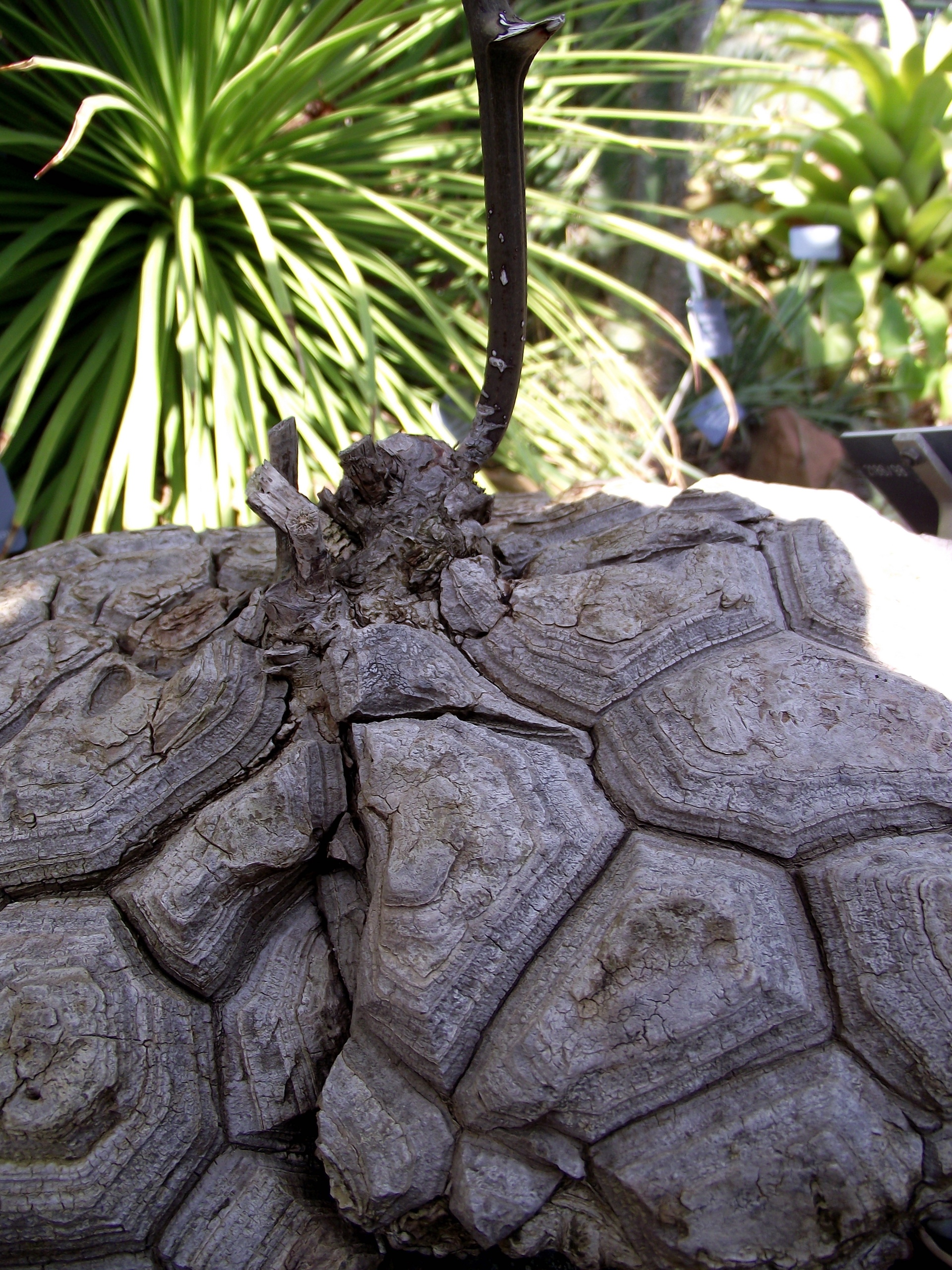
Yams-Wurzel

Während seiner Zeit bei der Ethyl Corporation führte er mit anderen das Konzept der Oktanzahl ein. Mit pflanzlichen Steroiden (Sarsasapogenin) befasste er sich schon seit 1938. Er fand heraus, dass die reaktiven Seitenketten entfernt werden konnten und das Steroidgerüst übrig ließen, das für die weitere Steroidsynthese verwendet werden konnte (Marker-Abbau). Er nutzte die Methode zur Herstellung von Progesteron, eines natürlichen weiblichen Sexualhormons, das als Vorstufe für Kortisonherstellung, bei Menstruationsbeschwerden und die für Kontrazeptiva verwendet werden kann. Dazu brauchte er eine gute Quelle für den pflanzlichen Naturstoff (ein Sapogenin namens Diosgenin), die er in Mexiko in der Yams-Wurzel fand (Dioscorea mexicana). Nachdem zwei Pharmafirmen nicht interessiert waren (darunter Parker Davis, die zuvor seine Forschung mitfinanzierten) beschloss er eine eigene Firma zu gründen. Er gab seine Professur auf, ging nach Mexiko und sammelte rund 10 Tonnen Yams-Wurzel, aus denen er sieben Pfund Progesteron herstellte (damals für 36.000 Dollar pro Pfund gehandelt). Sein damaliger Vorrat entsprach der Hälfte der Weltjahresproduktion. 1944 gründete er mit zwei Partnern in Mexiko Syntex SA (er erhielt 40 Prozent Anteil), das bald darauf auch Testosteron produzierte und zu einem Unternehmen mit Milliardenumsatz heranwuchs (später in Palo Alto). Schon bald trennte er sich von Syntex und gründete 1945 Botanica Mex, das er 1949 jedoch ebenfalls verließ. Seine Erfindung schuf einen neuen pharmazeutischen Industriezweig in Mexiko.
Marker gab 1949 die Chemie auf und handelte mit mexikanischen Silberkunstgegenständen, später zog er wieder nach Pennsylvania.